# Kieler Paß
Kieler Paß är ett bergspass i Antarktis. Det ligger i Östantarktis. Nya Zeeland gör anspråk på området. Kieler Paß ligger 1 616 meter över havet.
Terrängen runt Kieler Paß är kuperad åt nordväst, men åt sydost är den platt. Trakten är obefolkad. Det finns inga samhällen i närheten.